# Dobroslav Mareček
Dobroslav Mareček (28. března 1925 Hořice – 6. května 2011 Mladkov) stál u zrodu projektu Betonová hranice a byl organizátorem dálkových pochodů na 100, 50 a 25 km, známých jako Orlické kilometry.

## Činnost v oblasti turistiky, sportu a kultury
Dobroslav Mareček se narodil v Hořicích a do Mladkova se přistěhoval v roce 1950. Do historie obce se zapsal svým aktivním působením v oblasti sportu, kultury a společenského života. Až do konce svého života působil v místní Tělovýchovné jednotě Sokol, později TJ Sport Mladkov.
Kromě neúnavné organizace hromadných dálkových pochodů, byl i jedním ze zakladatelů projektu Betonová hranice, mapující pohraniční opevnění v oblasti Orlických hor. Značil turistické cesty a organizoval turistické výlety. Vedl loutkový soubor, osvětovou besedu, promítal filmy, byl zakladatelem turistického oddílu, hospodářem tělovýchovné jednoty. Organizoval lyžařské závody pro děti i dospělé. Byl též  knihovníkem i kronikářem obce. Byl i vášnivým fotografem.
Pod vedením Dobroslava Marečka byl od roku 1958 při TJ Sokol v Mladkově ustaven turistický oddíl. Ten měl na starost nejen výlety do blízkých i vzdálených míst republiky, ale i značení turistických cest. Dobroslav Mareček se několikrát s partou milovníků turistiky zúčastnili celostátních srazů na Svratce, i Geravách a Tálech na Slovensku. V zimě s oddílem podnikal výlety na lyžích do Jeseníků. 
Největší akcí bývaly už zmíněné dálkové pochody – 15 ročníků – na 100, 50 a 25 km, které se skupinou dobrovolníků Dobroslav Mareček pořádal. První ročník se konal už v roce 1965. Orlické kilometry byly jedny z prvních dálkových pochodů a Mladkov proslavily po celé republice. Organizoval také běh na 25 km, ze kterého se v roce 1982 stal „Běh do vrchu Mladkov - Suchý vrch“ v délce 9,5 km. Od roku 2011, kdy Dobroslav Mareček zemřel, nese běh název „Memoriál Dobroslava Marečka“. V roce 2023 se konal už 40. ročník tohoto závodu.